# NordWitch
NordWitch — український блек-дез колектив заснований 6 лютого 2015 року.

## Літопис
Колектив, заснований 2015-го, протягом року здійснив ряд концертів, у тому числі в Києві разом з Nargaroth. Брав участь у кількох фестивалях, зокрема «Famous Flesh Fest 2016». Наприкінці вересня 2016-го було видано альбом «Mørk profeti». У 2017-му колектив взяв участь в кількох виступах, зокрема «Hellish Meeting».

## Склад
- Маша aka Mary Crematorium[4] — вокал
- Макс — соло
- Лео — ритм
- Максим Сенчіло — бас
- Євген Хрулев — ударні

## Дискографія
- «Mørk profeti» (2016)